# Laal

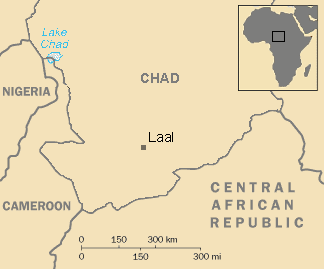
Lägeskarta över det område i Tchad där språket talas.

Laal är ett ännu oklassificerat språk som talas av 749 människor (situationen år 2000) i tre byar i Moyen-Chari-prefekturen i Tchad på vardera sidan av Charifloden, med namnen Gori (lá), Damtar (ɓual) och Mailao.  Det kan vara ett isolatspråk, i vilket fall det skulle utgöra en isolerad överlevare av en tidigare språkgrupp i centrala Afrika. Det har ingen skrift (utom i lingvistiska transkriptioner). Enligt SIL-medlemmen för Tchad David Faris riskerar språket att dö ut, då de flesta personer under 25 byter till bagirmi, ett språk som är utbrett i området.
Detta språk blev känt för akademiska lingvister första gången 1977, genom Pascal Boyeldieus fältarbete 1975 och 1978.  Hans fältarbete baserades till största delen på en enda talare, M. Djouam Kadi i Damtar.

## Talare och status
Språkets talare är mestadels flodfiskare och jordbrukare, som även säljer salt som utvinns ur aska från doumpalmer och Vossia cuspidata.  Liksom deras grannar niellim, var de tidigare boskapsherdar, men förlorade sina hjordar vid sekelskiftet 1900. De är mestadels muslimer, men till senare halvan av 1900-talet utövade de niellims traditionella religion Yondo.  Området är relativt outvecklat. Det finns koranskolor i Gori och Damtar, men den närmsta statliga skolan är på 7 kilometers avstånd, och det fanns 1995 inget apotek i regionen.
Byn Damtar hade tidigare en särskild dialekt, kallad laabe (la:bé), med två eller tre återstående talare 1977. Den ersattes av Goridialekten efter att två familjer från Gori flydde dit vid slutet av 1800-talet för att komma undan ett krig. Inga andra dialekter av laal är kända.
Under tchadisk lag betraktas laal, liksom Tchads språk utom franska och arabiska, som ett nationellt språk. Fastän konstitutionen från 1996 fastslår att ”lagen skall fastställa villkoren för att främja och utveckla nationella språk” används nationella språk inte i utbildning eller för officiella syften, och inte heller vanligen i skriftliga medier, även om några av de större (inte laal) används i radio.

## Klassificering
Laal är ännu oklassificerat, men uppvisar stark påverkan från Adamawa-Ubangispråk (särskilt buaspråk) och i mindre utsträckning från tchadspråk. Det grupperas ibland med en av dessa två språkfamiljer, och ses ibland som ett isolatspråk. Boyeldieu (1982) sammanfattar sin uppfattning som "Klassificeringen av det är fortsatt problematisk. Medan det uppvisar vissa gemensamma lexikala, och utan tvivel morfologiska, drag med buaspråken (Adamawa-13, Joseph Greenbergs Niger-Kongofamilj), skiljer det sig radikalt från dem på många sätt av vilka några a priori får en att tänka på de geografiskt närbelägna tchadspråken." Roger Blench (2003) anser att "dess ordförråd och morfologi tycks vara delvis hämtat från tchadspråk (det vill säga afroasiatiska språk), delvis från adamawaspråk (det vill säga Niger-Kongospråk) och delvis från en okänd källa, kanske dess ursprungliga stam, en numera försvunnen gruppering från centrala Afrika." Det är den senare möjligheten som tilldrar sig särskilt intresse. Om detta visar sig vara sant, kan laal vara det enda återstående fönstret mot det språkliga tillståndet i centrala Afrika innan de största afrikanska språkfamiljerna, afroasiatiska språk, nilosahariska språk och Niger-Kongospråk, expanderade till området.
Språket innehåller många lånord från bagirmi, eftersom området under flera århundraden ingick i Bagirmiriket. Den lokala huvudstaden var Korbol.  Dessutom talar nästan alla niellim som andra språk, och "minst 20%-30%" av deras upptecknade ordförråd  (Boyeldieu 1977) visar likheter med det språket. Deras närmaste grannar talar bua, niellim och ndam.  Liksom bagirmifolket är de muslimer, och delvis på grund av detta finns också några arabiska lånord.

## Ljudsystem
Ljuden i laal transkriberas här med symboler från Internationella fonetiska alfabetet. Konsonanterna är:
|               |               | Bilabial | Alveolar | Palatal | Velar | Glottal |
| ------------- | ------------- | -------- | -------- | ------- | ----- | ------- |
| Klusil        | Tonlös        | p        | t        | c       | k     | ʔ       |
| Klusil        | Tonande       | b        | d        | ɟ       | g     |         |
| Klusil        | Prenasalerad  | mb       | ⁿd       | ɲɟ      | ŋg    |         |
| Implosivor    | Implosivor    | ɓ        | ɗ        | ʄ       |       |         |
| Nasaler       | Nasaler       | m        | n        | ɲ       | ŋ     |         |
| Frikativor    | Frikativor    |          | s        |         |       | h       |
| Tremulanter   | Tremulanter   |          | r        |         |       |         |
| Approximanter | Approximanter |          | l        | j       | w     |         |

Implosivor och prenasalerade klusiler, samt h, förekommer endast initialt i ord. Tonlösa klusiler, samt s, kan inte förekomma i slutet av en stavelse. /ŋ/ förekommer endast mellan vokaler och i slutet av ord. /s/ förekommer uteslutande i lånord och vissa räkneord. De prenasalerade klusilerna, samt implosivan /ʄ/, är ytterst sällsynta.
Vokalsystemet för icke-initiala stavelser är: /i/, /ɨ/, /u/, /e/, /ə/, /o/, /a/ samt diftongen /ua/. Det görs ingen distinktion efter vokallängd. I initiala stavelser är dock situationen mycket mer komplicerad. Där tillåts distinktioner efter vokallängd och några ytterligare diftonger förekommer:/ia/, /yo/, /ya/ (men de två senare förekommer enbart som morfologiskt konditionerade former av /e/ och /ia/, och kan kanske hellre ses som allofoniska.) Dessutom kan /y/ förekomma mycket sällsynt. Boyeldieu citerar exemplet mỳlùg "röda (pl.)".
Det finns tre jämna toner: hög (á), mellan (a), låg (à).  Kombinationer av dessa kan förekomma på en enda vokal, och resulterar i fonetiskt stigande och fallande toner. Fonematiskt är dessa följder av jämna toner. Sådana fall transkriberas här genom att upprepa vokalen (till exempel àá). Långa vokaler betecknas endast med kolon (till exempel a:).
Suffix kan orsaka någon av fyra sorters avljud på vokalerna i föregående ord: höjning (gör  /ia/, /a/, /ua/ till [e], [ə], [o]), sänkning (gör /e/, /ə/, /o/ till [ia], [a], [ua]), låg rundning (gör /i/ och /ɨ/ till [u]; /e/ och /ia/ till [yo]; /ə/, /a/, och /ua/ till [o]), och hög rundning (gör /i/ och /ɨ/ till [u]; /e/ och /ia/ till [ya]; /ə/, /a/, och /o/ till [ua]).  Dessa transkriberas i suffixavsnittet som ↑, ↓, ↗, respektive ↘.  I vissa verb "höjs" a/ə till [e] istället för, som förväntat, [ə].
I suffix genomgår ə and o vokalharmoni: de blir ɨ respektive u om den föregående vokalen är någon av {i, ɨ, u}.  På samma sätt genomgår r konsonantharmoni, och blir l efter ord som innehåller l.  Suffix med neutral ton kopierar den sista tonen i de ord de är suffigerade till.

## Grammatik

### Syntax
Den typiska ordföljden kan summeras som subjekt – (verbpartikel) - verb - objekt - adverb; preposition - substantiv; ägd - ägare; substantiv - adjektiv.  Substantiv kan flyttas fram när de tematiseras.  Se exempelmeningarna nedan för exempel, och konjunktionerna för satssyntax.

### Substantiv
Substantiv har plural- och singularformer (de senare kanske hellre kan ses som singulativ i vissa fall). Pluralbildningen är svår att förutse: kò:g "ben (inuti kroppen)" > kuagmi "ben (plural)", tuà:r "kyckling" > tò:rò "kycklingar", ɲaw "hunger" > ɲə̀wə́r "hungrar".  Substantiv har inte grammatiskt genus, men tre naturliga genus (manlig, kvinnlig, icke-mänsklig) urskiljs av pronomenen.
Possessiven uttrycks på två sätt:
- "avhändbart", eller direkt, ägande: genom att ägaren följer det ägda (och det ägdas ton eller ändelse förändras i vissa fall), till exempel piá:r no "persons ben" ("ben person");
- avhändbart ägande: genom att sätta ett förbindande ord, som konjugeras efter numerus och genus, mellan det ägda och ägaren, till exempel làgɨˋm má màr-dɨb "smeds häst" ("häst KONN. man+av-smedja").  Detta ord förkortas ibland till en enkel hög ton.

Om ägaren är ett pronomen tillförs det suffix med omfattande vokalavljud (i första fallet), eller också används prepositionsformer med ”vid”, och valfritt även bindeordet (i andra fallet): mùlù "hennes öga" ("öga-hennes", från mɨla "öga"), na:ra ɟá ɗe: "min man" ("man KONN. vid-mig"). Vissa substantiv (till exempel páw- "vän") förekommer endast med bundna pronomen, och har ingen oberoende form. Detta fenomen - obligatoriskt ägande – återfinns i många andra språk, till exempel andamanska språk, vanligen för ord som syftar på personliga förhållanden. Se pronomenavsnittet för de relevanta suffixen.
Ett substantiv som anger som gör, är eller har något kan bildas med prefixet màr, som betyder ungefär "han/hon/den/det som/av": màr jùgòr "jordägare", màr ce "jordbrukare" (ce = odla), màr pál "fiskare" (pál = att fiska), màr pàlà ta: "en fiskare av fisk".

### Pronomen

#### Personliga
I följande tabeller, notera skillnaden mellan inklusivt och exklusivt vi, som återfinns i många andra språk men inte i svenskan, och genusåtskillnaden av "jag" i vissa former. Inanimat plural har i allmänhet övergivits av yngre talare till förmån för animat plural, men båda former anges nedan. Objektböjningschemat för verb är ganska komplext, och endast två av dess flera uppsättningar allomorfer anges i tabellen nedan. 
|             | Enkel | Emfatisk | Benefaktiv | At     | Possessiv      | Objekt (n-typ)       | Objekt (r-typ)       |
| ----------- | ----- | -------- | ---------- | ------ | -------------- | -------------------- | -------------------- |
| jag (mask.) | ɟá    | ɟá       | ni         | ɗe:    | -↑ər           | -↑ə́n                 | -↑ə́r                 |
| jag (fem.)  | ɟí    | ɟí       | ni         | ɗe:    | -↑ər           | -↑ə́n                 | -↑ə́r                 |
| du          | ʔò    | ʔùáj     | na         | ɗa:    | -↓a            | -↘(u)án              | -↘á                  |
| han         | ʔà    | ʔàáj     | nar        | ɗa:r   | -↓ar           | -↓án                 | -↓ár                 |
| hon         | ʔɨ̀n   | ʔɨ̀ní     | nùg        | ɗò:g   | -↑o(g), -↗o(g) | -↗òn                 | -↑ò                  |
| det         | ʔàn   | ʔàní     | nàná       | ɗà:ná  | -↓an           | -↓àn                 | -↓àr, -↓àn           |
| vi (exkl.)  | ʔùrú  | ʔùrú     | nùrú       | ɗò:ró  | -↑rú           | -↗(ˋ)nùrú, -↑(ˋ)nùrú | -↗(ˋ)rùú, -↑(ˋ)rùú   |
| vi (inkl.)  | ʔàáŋ  | ʔàáŋ     | nàáŋ       | ɗàáŋ   | -↑ráŋ          | -↑(ˋ)nàáŋ            | -↑(ˋ)ràáŋ            |
| ni          | ʔùn   | ʔùnúŋ    | nùúŋ       | ɗòóŋ   | -↑rúŋ          | -↗(ˋ)nùúŋ, -↑(ˋ)nùúŋ | -↗(ˋ)rùúŋ, -↑(ˋ)rùúŋ |
| de (anim.)  | ʔì    | ʔìrí     | nìrí       | ɗè:ri  | -↑rí           | -↑(ˋ)nìrí            | -↑(ˋ)rìí             |
| de (inan.)  | ʔuàn  | ʔuàní    | nuàná      | ɗuà:ná | -↘an, -↑uan    | -↘àn                 | -↘àr, -↘àn           |

#### Relativa och indefinita pronomen
|           | Maskulinum sg. | Femininum sg. | Inanimat sg. | Animat pl. | Inanimat pl. |
| --------- | -------------- | ------------- | ------------ | ---------- | ------------ |
| som/av    | ɟá             | ɟí            | má           | jí         | já           |
| några ... | ɟàn            | ɟìn           | màn          | jìn        | jìn          |
| sådan ... | ɟuàŋá          | ɟùŋú          | muàŋá        | jùŋú       | jùŋú         |

#### Interrogativer
jé "vad?", ɟè "vem?", ɗé "var?", sɨ̀g "hur mycket?".

### Prepositioner
Prepositioner föregår sina huvudord: gɨ̀ pə:l "(in) i byn", kɨ́ jà:ná "till hans kropp" (="till nära honom".)

### Verb
Verbet kongruerar inte med subjektets person eller genus, men vissa verb (ungefär en fjärdedel av de verb som har belagts) kongruerar efter numerus: no kaw "personen äter", mùáŋ kɨw "människorna äter".  Pluralformen av verbet är svår att förutsäga, men bildas ofta genom avljud (särskilt genom att höja vokalhöjden) med eller utan ett suffix -i(ɲ) eller -ɨɲ och tonförändring.  Verbet kongruerar dock med det direkta objektet. Det tar personsuffix för att beteckna ett pronominalt direkt objekt, och förändras vanligen när ett icke-pronominalt direkt objekt läggs till en transitiv form med avslutande låg ton (bildad på liknande sätt som den "centripetala", se nedan); till exempel ʔà ná ká "han kommer att göra"; ʔà ná kàrà mɨ́ná "han kommer att göra något"; ʔà kú na:ra "han ser mannen"; ʔà kúù:rùúŋ "han ser er".
Verbet har tre grundläggande former: enkel, "centripetal" och "participativ" (för att kalkera Boyeldieus terminologi.)  Den enkla formen används i enkel presens eller imperativ, till exempel ʔà duàg jə́w gə̀m "han går nedför flodbanken" (bokstavligt "han gå ned mun flodbank.")  Den"centripetala" anger handlingar "hitåt", antingen rumsligt – rörelse i riktning mot talaren – eller tidsmässigt – handling fram till nu. Den bildas främst genom att suffigera en vokal (ofta, men inte alltid, identisk med den sista vokalen i ordet), till exempel ʔà duàgà jə́w gə̀m "han kommer ned för flodbanken (mot mig)".  "Participativen" – som i allmänhet bildas som centripetalen, men med avslutande hög ton – anger i allmänhet ett onämnt föremål eller redskap, till exempel ʔà sá ɗa:g ʔà sɨ̀rɨ́ su "han tar en kalebass och dricker vatten med den" (bokstavligt "han ta kalebass han dricka-participativ vatten".)
Omedelbart före verbet kan en partikel sättas för att ange andra former än enkel presens. Bland dessa partiklar finns ná (pl. ní), som markerar futurum, taá:/teé: (pl. tií:), som markerar pågående handling, wáa: (pl. wíi:), som markerar rörelse, náa: (pl. níi:), som förefaller vara en kombination av ná och wáa:, mà (pl. mì), som betyder "måste", mɨ́, som markerar återgivning av tal (synbarligen en evidentialis), mɨ́nà (pl. mínì), som uttrycker syfte, kò som markerar vanemässigt handlande, ɓə́l eller ga (pl. gi), som markerar ofullbordat handling, och wó (alltid åtföljt av ʔàle efter verbet), som betyder  "kanske".
Mediopassivum (se passivum och medium) kan bildas från  transitiva verb genom tillägg av ett suffix -↑ɨ́ɲ: till exempel no siár sà:b "någon rev tyget" > sà:b sérɨ́ɲ "tyget revs".  För den omvända operationen – att bilda transitiva verb från intransitiva – förekommer ibland förändring i ton eller förändringar av pluralen.
Verbalsubstantiv kan ibland bildas, mestadels från intransitiva verb, genom tillägg av ett suffix -(vokal)l, ibland med avljud och tonändring, till exempel wal "falla" > wàlál "ett fall", sùbá "ljuga" > sɨ́blál (pl. súbɨ̀r) "en lögn".  l-et blir här n nära en nasal, och r nära r: man "smaka gott", manan "en god smak".

#### Adjektiv
Adjektiv tycks inte utgöra en självständig kategori i laal, utan uppträder i praktiken precis som verb. Till exempel gò: ʔì:r "geten är svart".  När de används attributivt brukar de vara kopplade som en relativsats: gò: má ʔì:r "den svarta geten" (bokstavligt "get som svart".)

### Räkneord
Bland räkneorden finns ɓɨ̀dɨ́l "ett", ʔisi "två", ɓisan "fyra".  Inga andra räkneord har angivits specifikt i de arbeten som hittills har publicerats.

### Adverb
Adverb kommer i allmänhet i slutet av satsen. Några viktiga adverb är:
Rumsadverb:
- "här": ɗágàl, núŋú
- "där": ɗaŋ
- "där borta": ɗàŋá

Tidsadverb:
- "i förrgår": tá:r
- "igår": ʔiè:n
- "idag": cicam, tari-màá
- "nyligen": bèrè
- "snart": sugo
- "imorgon": jìlí-kà:rì
- "i övermorgon: miàlgà

### Modala ord
Bland de viktigaste modala orden finns:
- Före verbet: mɨ́ "(säg) att", gàná "då"
- Efter verbet: wó "inte", (ʔà)le "kanske", ɓə́l "igen", ʔá eller gà "redan", à interrogativ, wá exklamatorisk, ta "nu", cám "igen, ånyo.

### Konjunktioner
Syntaktiskt kan dessa indelas i fem typer:
- endast huvudsats - konjunktion - bisats}: mɨ́ "(säg) att", ɓə "därför att"
- antingen { huvudsats - konjunktion - bisats} eller {konjunktion - bisats - huvudssats}: ɟò "om", dànngà (möjligen från bagirmi) "när"
- circumposed: antingen {konjunktion - huvudsats - konjunktion - bisats} eller {konjunktion - bisats - konjunktion - huvudsats}: ɟò... gàná "om"
- samordnad sats - konjunktion - samordnad sats: ní "då efteråt", ku "då", kó "inte desto mindre", á eller ná "och", ɓe: "eller", ʔàmá (från arabiska eller bagirmi) "men".
- circumposed: konjunktion – samordnad sats - konjunktion - samordnad sats: ku... ku "då", jàn... jàn "både... och".

## Exempelsatser
- mùáŋ lá tií: kìrì jé? "Vad gör folket i Gori?" (bokst. "folk Gori progressiv-plural gör-plural-transitiv vad?")
- mùáŋ lá tií: pál. "Folket i Gori fiskar."  (bokst."folk Gori progressiv-plural fiska.")
- màr-ce ɓɨ́lá mɨ́ "bɨ̀là, ʔò teé: ɗɨ̀grɨ̀r". "Bonden sade 'Inte alls!  Du lurar mig.'"  (bokst. "man+som-odlar säga att inte-alls du progressiv lura-mig".)
- ɟá ná wùsù na pè:rí ní ʔárí ʔò ná kìnì jé? "Om/när jag tar ut ormen, vad kommer du att ge mig?" (bokst. "jag(mask.) kommer att ta+ut-transitiv åt-dig(sg.) orm då först du ge-mig-transitiv vad?")
- jà kàskàr mà mùáŋ lá sə̀ɲə́ be. "Det är med svärd som folket i Gori slåss." (bokst. "med svärd emfatisk(inan.) folk Gori slåss-participativ slag.")